# Alzinoia
L'alzinoia o orellana del suro (Pleurotus dryinus) és un bolet agarical de capell blanc amb esquames grises. Té un peu gruixat, làmines decurrents i es fa sobre troncs d'arbres planifolis.
No s'ha de confondre amb el Leccinum lepidum que, a segons quins llocs, també s'anomena alzinall o alzinoia.